# Société Française Kikos
Die Société Française Kikos war ein französischer Hersteller von Automobilen.

## Unternehmensgeschichte
Das Unternehmen wurde im Juni 1979 gegründet und begann 1980 mit der Produktion von Automobilen. Der Standort war an der Rue de la Touraque 34 in Antibes. Der Markenname lautete Kikos. 1985 endete die Produktion.

## Fahrzeuge

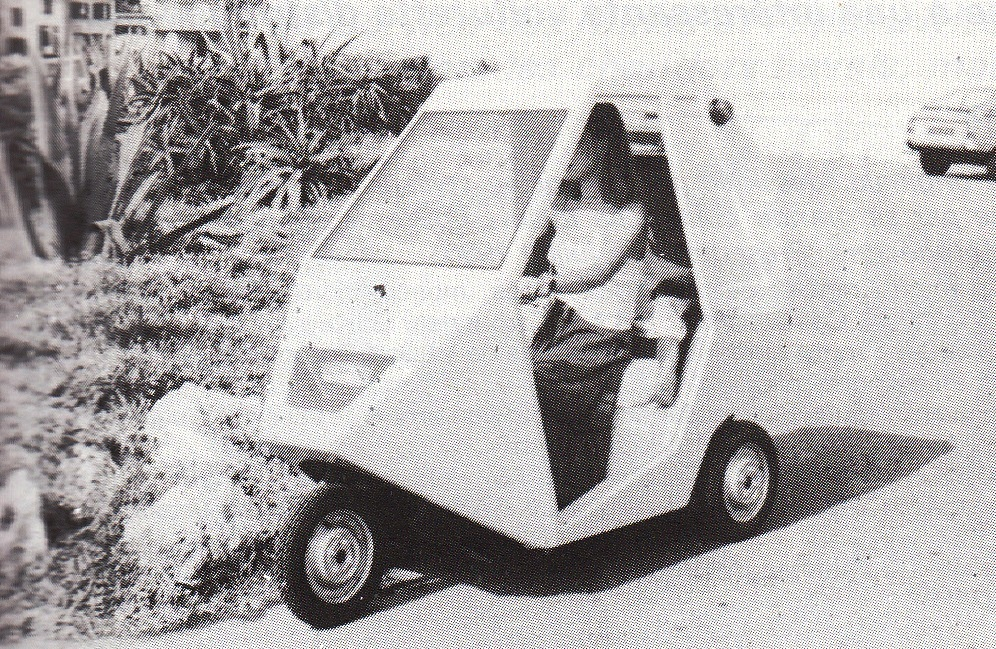
Kikos T.040 (1981)

Zunächst stellte das Unternehmen Kleinstwagen her. Es waren Dreiräder mit einem einzelnen Vorderrad. Für den Antrieb standen ein luftgekühlter Motor von Motobécane mit 50 cm³ Hubraum und ein wassergekühlter Motor von Zündapp mit 125 cm³ Hubraum zur Verfügung. Der Motor war im Heck montiert und trieb das linke Hinterrad an. Besonderheit war ein Automatikgetriebe. Eine offene und eine geschlossene Karosserie standen im Angebot. Beide Karosserien bestanden aus Kunststoff.
Ab 1982 entstand der IVE-RS 82. Dies war ein Sportwagen. Der Motor stammte vom Renault 12 und weitere Teile vom Alpine A 110. Das darauf folgende Modell IVE-RS 85 basierte auf dem Renault 5 der zweiten Generation.